# Jan Fikiel
Jan Fikiel (* 18. Januar 1983 in Krakau) ist ein ehemaliger deutscher Basketballspieler.

## Laufbahn
Der Sohn des früheren polnischen Nationalspielers Krzysztof Fikiel und Bruder von Katharina Fikiel kam in Krakau zur Welt und wuchs in Deutschland auf, wo sein Vater in der Bundesliga spielte. Fikiel war in der Jugend des SV Oberelchingen aktiv, als Schüler wechselte der 2,08 Meter große Flügelspieler 1999 an die Westminister Academy (Bundesstaat Florida) in die Vereinigten Staaten. 2001 nahm er an University of Pennsylvania ein Studium auf und gehörte bis 2005 zur Basketballmannschaft der Hochschule. Seine besten statistischen Werte erzielte er in seiner Abschlusssaison 2004/05 mit 6,8 Punkten und 2,6 Rebounds im Durchschnitt.
2005 ging Fikiel nach Deutschland zurück und wurde vom Zweitligisten FC Schalke 04 verpflichtet, für den er ein starkes Jahr hinlegte, im Mittel 14,2 Punkte erzielte und vom Basketballdienst eurobasket.com zum „Liganeuling des Jahres“ in der Zweitligasaison 2005/06 gekürt wurde. Zu Beginn des Spieljahres 2006/07 stand Fikiel in Diensten des belgischen Zweitligisten Bosch Security Colfontaine, verletzte sich in der Vorbereitung aber an der Achillessehne, fehlte deshalb und kam in der Liga nicht zum Einsatz. Im Februar 2007 wechselte er in die 2. Bundesliga zurück und schloss sich der Spielgemeinschaft Ehingen/Urspring an. Fikiel spielte bis zum Ende der Saison 2006/07 für Ehingen, in der Sommerpause 2007 wechselte er zu den Bremen Roosters (2. Bundesliga ProA). Er blieb zwei Jahre bei den Hanseaten.
Im Sommer 2007 wechselte er erst zum SC Rasta Vechta, noch vor dem Saisonauftakt 2007/08 dann zum Oldenburger TB (Regionalliga). In der Spielzeit 2010/11 verstärkte Fikiel den BV Villingen-Schwenningen in der 2. Bundesliga ProB. Nach dem Ende seiner Leistungssportkarriere spielte Fikiel, der beruflich beim Zoll tätig wurde, für Amateurvereine im Großraum Bremen.

### Nationalmannschaft
Fikiel nahm mit den deutschen Junioren-Nationalmannschaften an mehreren Ausscheidungsrunden für Europameisterschaftsturniere teil, 2005 wurde er in den Kader der A2-Nationalmannschaft berufen.